# Italienisch-Libyscher Freundschaftsvertrag
Der Italienisch-Libysche Freundschaftsvertrag ist eine Ansammlung von Absichtserklärungen und Abkommen, die abschließend in einen völkerrechtlichen Vertrag über die Freundschaft Partnerschaft und Zusammenarbeit zwischen Libyen und Italien im Jahre 2008 mündeten.
Der Vertrag festigt die Beziehung beider Länder, die aus ihrem traditionellen Erbe heraus entstanden sind in Bereichen des  Friedens, sozialen Wachstums und des Umweltschutzes. Weiterhin soll der Vertrag dazu dienen, Bereiche der Integration zu vertiefen. 
Zu erwähnen sind insbesondere die in Art. 19 des Vertrages vom 29. Dezember 2007 getroffenen Protokolle zur Bekämpfung der illegalen Einwanderung.

## Inhalt
Der Vertrag untergliedert sich in insgesamt 23 Artikel und reicht von den Allgemeinen Grundsätzen hin zu einer Aussöhnungspolitik und Vergangenheitsbewältigung über neue bilaterale Partnerschaften. 
Artikel nimmt 16 Bezug auf kulturelle Gemeinsamkeiten und in Artikel 17 werden Maßnahmen zur wirtschaftlichen Zusammenarbeit vereinbart. 
Des Weiteren werden eine Vereinbarung zur Abrüstungs- und Militärpolitik beider Länder getroffen und Asylproblematiken thematisiert.

## Kritik
Der Vertrag wurde im Zusammenhang mit der Flüchtlingsproblematik des Öfteren indirekt kritisiert.

## Bislang als geheim geltende Zusatzvereinbarungen
Laut Amnesty International wurde nach Ende des Bürgerkrieges 2012  eine Zusatzvereinbarung und Neujustierung eingefügt, die an die aktuellen Gegebenheiten der neuen Machtverhältnisse angepasst wurde. Am 3. April 2012 schloss Italien mit Libyen eine neue Vereinbarung, welche die Flüchtlingsströme aus Afrika stoppen sollte. 
Libyen verpflichtete sich zur Verstärkung der eigenen Grenzkontrollen, Italien sicherte im Gegenzug das nötige Material zur Überwachung zu.
Einzelheiten und Inhalt der Zusatzvereinbarung gelten als geheim und sind nicht bekannt.